# あいのうた (テレビドラマ)
『あいのうた』は、2005年10月12日から同年12月14日まで、日本テレビ系「水曜ドラマ」で放送されていた日本テレビ製作のテレビドラマである。放送時間は毎週水曜22:00 - 22:54（JST、一部放送はスポーツ中継などにより22:30 - 23:24）で、初回は15分拡大。全10回。

## あらすじ
愛されたことがなく、また愛し方を知らずに育った「性格ブス」の孤独な女・松田洋子。人生に疲れ自殺を図ったが、未遂に終わったことから、別の人生を歩んでみようと記憶喪失を装うことに。そんな洋子が引き取られた先は、3人の子供たちと幸せに暮らす心優しい警察官・片岡優二の家。嘘から始まった共同生活の中で生まれる、優しく切ない大人のラブストーリー。

## 登場人物・キャスト
松田 洋子（まつだ ようこ）・あいちゃん
演 - 菅野美穂（幼少時代 - 小林愛里香）
山梨県石和温泉付近の街で生まれ育つ。父親は不明でシングルマザーの葵に育てられるが、妊娠中から邪魔な存在として一切愛されることなく育児放棄されて育つ。本人曰く「見た目はブスじゃないからモテる」のだが、性格の悪さが災いして短期間のお付き合いで次々に別れを告げられる。結婚まで考えた相手にフラれたことで遂に生きる意味を失い、死ぬ前に東京に行っておこうと思い上京する。隅田川の橋の上から投身自殺を図るが泳ぎが得意なため失敗し、ずぶ濡れのまま片岡らが行きつけの居酒屋に偶然現れたことで片岡と出会うが、直後に気絶してしまう。収容された病院ベッドの名札が「？」（氏名不詳の意）となっていたことから、「全く別の人生をやり直せるのではないか」と考えて、片岡らに咄嗟に記憶喪失であるという嘘をついた。思い当たる名前を問われた時、幼少期の同級生で自身とは対照的に皆から愛されていた「あい」ちゃんの名に反応したことから、記憶が戻るまでの仮の名前として「あいちゃん」と呼ばれる様になった。
片岡 優二（かたおか ゆうじ）
演 - 玉置浩二
かつては優秀な刑事であり部下の柳沼から慕われている。妻のかおりを3年前に病気で亡くしても刑事として昼夜を問わず活躍していたが、突然自らの希望で警務課(事務職)へ異動して3人の子供との生活を大事にして暮らす様になった。ずぶ濡れのまま居酒屋に現れた洋子が記憶喪失ということで、記憶が戻るまで一時的に自宅で引き取ることにした。
飯塚 英樹（いいづか ひでき）
演 - 小日向文世
かつては警務課に配属されていたが、優二が警務課へ異動になったため交換で刑事課へ異動になり、柳沼の上司となる。もともと事務職であったため、刑事としての能力は劣る上に、気弱な優しい性格や運動能力の無さ、空気の読めなさで配属初日からミスを連発して柳沼からは「迷惑だ」と呆れられてる。とはいえ柳沼との関係は悪くなく、優二、飯塚、房子と行きつけの居酒屋で定期的にお酒を飲む仲である。
榎本 房子（えのもと ふさこ）
演 - 和久井映見
かつては女性警察官で片岡らと同じ警察署に所属していたが、ある出来事から退職して現在はレストランでウェイトレスとして働いている。優二が洋子を引き取ると決めたあと、同性であるからと洋子の世話をお願いされる。不愛想な洋子に対して一方的に親近感を持って接して、勤務先のウェイトレスの仕事も紹介している。天然な様に見えて鋭い勘を持っており、洋子が記憶喪失でないことを真っ先に見抜くが、洋子の「別の人生が歩めると思った」という話を聞き、周りには内緒しておくことにして洋子が幸せになる手助けをする。
柳沼 佑介（やぎぬま ゆうすけ）
演 - 成宮寛貴
若い刑事で優二の部下であったが、代わりに上司になった飯塚が刑事としての能力に大いに欠けるため、片岡に刑事に戻ってほしいと願っている。刑事時代の優二をよく知っており、警務課への異動前後で性格や行動が変わったことに驚いている。居酒屋に洋子が現れたことで興味を持ち、洋子の身元を独自に調べ始める。ももこからは好意を寄せられているが全く気付いていない。
<片岡家>
片岡 かおり（かたおか -）
演 - 中田有紀（回想＝写真のみ）
優二の妻で3年前に病気で亡くなっている。
片岡 大（かたおか だい）
演 - 佐藤和也
片岡家の長男で、かおりが亡くなったあとは父の優二を生活面で助けながら妹と弟の面倒も見ている。
片岡 亜希（かたおか あき）
演 - 日向ななみ
片岡家の長女。
片岡 隼（かたおか しゅん）
演 - 渡邉奏人
片岡家の次男。
<周囲の人々>
牧野 秀子（まきの ひでこ）
演 - 岸田今日子
優二が通う病院の主治医。治療の時間に優二から人生についての相談を受けることが多いが、優しく応えている。
溝口店長（みぞぐち）
演 - 阿南健治
優二らが通う居酒屋の店主。
奥山（おくやま）
演 - 山崎雄也
<警務課の人々>
浜中 ももこ（はまなか -）
演 - 佐藤寛子
栗田 みどり（くりた -）
演 - 和鞍さほり
山田警務課長（やまだ）
演 - 橘ユキコ
<松田家>
松田 葵（まつだ あおい）
演 - 芳本美代子
洋子の母親で幼少期の回想シーンのみに登場する。男性関係にルーズで洋子をシングルマザーとして出産するものの、妊娠中から洋子を邪魔な存在として疎んでいる。虐待はないが、必要最小限の世話で育児放棄しており、洋子を全く愛していない。

## スタッフ
- 脚本 - 岡田惠和
- プロデューサー - 加藤正俊・村瀬健（日テレ）、浅井千瑞（MMJ）
- 演出 - 大谷太郎・猪股隆一（日テレ）
- 美術デザイン - 高野雅裕
- 音楽 - 菅野祐悟
- 主題歌 - 玉置浩二「プレゼント」（ソニー・ミュージックレコーズ）
- 製作・著作：日本テレビ放送網

## サブタイトル
| 各話   | 放送日     | サブタイトル                   | 視聴率 |
| ------ | ---------- | ------------------------------ | ------ |
| 第1話  | 2005/10/12 | 愛を知らない女の恋が始まった日 | 12.5%  |
| 第2話  | 2005/10/19 | 幸せなんて私に似合わない       | 10.7%  |
| 第3話  | 2005/10/26 | 今日で性格ブスやめます!?       | 9.8%   |
| 第4話  | 2005/11/2  | ついに嘘がばれちゃった!?       | 9.8%   |
| 第5話  | 2005/11/9  | 好きになってるじゃん、私       | 10.0%  |
| 第6話  | 2005/11/16 | さよなら…幸せをくれた家        | 8.4%   |
| 第7話  | 2005/11/23 | 嫌だ…彼を失いたくない!         | 9.7%   |
| 第8話  | 2005/11/30 | 私と…結婚してください!         | 8.2%   |
| 第9話  | 2005/12/7  | 僕が、奇跡を起こすんだ!!       | 8.6%   |
| 最終話 | 2005/12/14 | あなたに逢えてよかった         | 9.8%   |

※数字は視聴率（ビデオリサーチ社調べ・関東地区）全10話平均視聴率は9.7%

## その他
牧野秀子役で出演した岸田今日子は本作出演後に脳腫瘍が見つかり芸能活動を見送っていたが、2006年12月17日に呼吸不全で亡くなった。